# Numeración etrusca
Los numerales etruscos fueron usados por los antiguos etruscos. El sistema fue adoptado de los números áticos usados por los antiguos griegos y sirvió de precedente para los números romanos.
| etrusco | decimal | símbolo | antiguo itálico |
| ------- | ------- | ------- | --------------- |
| θu      | 1       |         | 𐌠               |
| maχ     | 5       |         | 𐌡               |
| śar     | 10      |         | 𐌢               |
| muvalχ  | 50      |         | 𐌣               |
| ?       | 100     | o C     | 𐌟               |

## Consenso general
Los etruscólogos están de acuerdo hoy en día en las siguientes valoraciones de los signos numerales. Siguen existiendo dudas sobre si huθ y śa son «cuatro» o «seis», a pesar de que un estudio reciente afirma haber solucionado la cuestión (en el sentido de que huθ sería «seis» y śa «cuatro») mediante cálculos matemáticos:
| Etrusco | Decimal | Etrusco      | Decimal | Etrusco  | Decimal |
| ------- | ------- | ------------ | ------- | -------- | ------- |
| θu      | 1       | śar          | 10      | zaθrum   | 20      |
| zal     | 2       | *θuśar       | 11      | cealχ    | 30      |
| ci      | 3       | *zalśar      | 12      | *huθalχ  | 40      |
| huθ     | 4       | *ciśar       | 13      | muvalχ   | 50      |
| maχ     | 5       | huθzar       | 14      | śealχ    | 60      |
| śa      | 6       | *maχśar      | 15      | semφalχ  | 70      |
| semφ    | 7       | *śaśar       | 16      | cezpalχ  | 80      |
| *cezp   | 8       | ciem zaθrum  | 17      | *nurφalχ | 90      |
| nurφ    | 9       | eslem zaθrum | 18      |          |         |
|         |         | θunem zaθrum | 19      |          |         |

Un aspecto interesante de la numeración etrusca es que algunos números, como en el sistema romano, se representan como restas. Por ejemplo 17 = 20-3, 18 = 20-2, 19 = 20-1. 
Los restos del uso de estos números que han llegado hasta nosotros son escasos. Se conocen ejemplos para números mayores, pero no siempre se puede asegurar qué número representa cada símbolo. Como resultado, los estudiosos modernos no están de acuerdo aún en todos los aspectos de la numeración etrusca. 

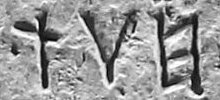
La palabra hut (para 4 o para 6) en el Cippus Perusinus

Hay evidencias arqueológicas que indican fuertemente una correspondencia de 4 con huθ y 6 con śa. Por ejemplo, los frescos de la tumba de los Carontes en la necrópolis de Monterozzi, en una colina de Tarquinia, muestra a cuatro carontes, cada uno acompañado de una inscripción: junto al cuarto aparece el texto χarun huθs («el cuarto caronte»). En la misma necrópolis, en la tumba de los Anina, que contiene seis entierros, una inscripción dice: śa suθi χeriχunce, que ha sido traducido como: «construyó seis tumbas/sepulcros». Tan recientemente como agosto de 2011, G. Artioli et al., basándose en el análisis de 93 dados etruscos, han presentado pruebas matemáticas «que permiten atribuir con seguridad el numeral 6 al valor gráfico de huθ, y el 4 al de śa». Han obtenido otras interesantes conclusiones sobre la posición de los números en los dados etruscos.
En 2006, S. A. Yatsemirsky presentó pruebas de que zar = śar significaba ‘12’ (cf. zal ‘2’ y zaθrum ‘20’) mientras que halχ significaba ‘10’. Según su interpretación, la forma huθzar era empleada para ‘dieciséis’, no para ‘catorce’, suponiendo que huθ fuera cuatro.
Se ha debatido mucho sobre el posible origen indoeuropeo de los cardinales etruscos. En palabras de Larissa Bonfante (1990), «Lo que muestran estos numerales, más allá de cualquier sombra de duda, es la naturaleza no indoeuropea del lenguaje etrusco.» Por el contrario, algunos estudiosos, incluyendo a Francisco R. Adrados, Albert Carnoy, Marcello Durante, Vladimir Georgiev, Alessando Morandi y Massimo Pittau, han propuesto una proximidad fonética entre los diez primeros numerales  etruscos y los correspondientes numerales en otras lenguas indoeuropeas. El lingüista y glotólogo italiano Massimo Pittau ha defendido que «cada uno de los diez primeros numerales tiene coincidencias fonéticas congruentes en otras tantas lenguas indoeuropeas» y «encaja perfectamente dentro de las series indoeuropeas», apoyando la idea de que el etrusco era de origen indoeuropeo.